# O Canto da Cidade
Pour les articles homonymes, voir Canto.

O Canto da Cidade est le deuxième album solo de Daniela Mercury, sorti en 1992.

## Liste des chansons
1. O Canto da Cidade (Daniela Mercury, Tote Gira) – 3:22
2. Batuque (Rey Zulu, Genivaldo Evangelista) – 3:21
3. Você Não Entende Nada / "Cotidiano" (música incidental) (Caetano Veloso, Chico Buarque) – 3:04
4. Bandidos da América (Jorge Portugal) – 3:25
5. Geração Perdida (Daniela Mercury, Ramon Cruz, Toni Augusto) – 4:11
6. Só Pra te Mostrar (participation spéciale d'Herbert Vianna) (Herbert Vianna) – 3:57
7. O Mais Belo dos Belos (A Verdade do Ilê/O Charme da Liberdade) (Guiguio, Valter Farias, Adailton Poesia) – 3:31
8. Rosa Negra (Jorge Xaréu) – 3:21
9. Vem Morar Comigo (Daniela Mercury, Durval Lelys) – 3:35
10. Exótica das Artes (Armandinho Macedo, Edmundo Caroso) – 3:29
11. Rimas Irmãs (Carlinhos Brown) – 3:42
12. Monumento Vivo (Moraes Moreira, Davi Moraes) – 3:06